# Caccobius torticornis
Caccobius torticornis är en skalbaggsart som beskrevs av Gilbert John Arrow 1931. Caccobius torticornis ingår i släktet Caccobius och familjen bladhorningar. Inga underarter finns listade.